# Саина
Саїна (справжнє ім'я Катерина Аркадіївна Саввинова; нар. 17 липня 1971, с. Кюсюр Булунського улусу Якутської АРСР) — якутська співачка, яка працює в жанрі етнічної музики. Саина — сценічний псевдонім, вихідне від справжнього імені Саввинова Екатерина. Її пісня «Здрастуй, Якутськ!» (1997) стала неофіційним гімном Якутська.

## Біографія
Народилася 17 липня 1971 року в селі Кюсюр, Булунського улусу Якутської АРСР в сім'ї музикантів. Мати — диригент-хоровик, батько — саксофоніст, кларнетист.
Освіта — викладач музики, менеджер індустрії дозвілля.
За 15 років роботи на якутській естраді Саина випустила 4 альбоми, 2 відеокліпи і документальний фільм.
У репертуарі співачки близько 200 пісень на 20 мовах світу (якутська, російська, евенська, евенкійська, долганська, чукотська, юкагирська, японська, бурятська, монгольська, казахська, корейська, українська, англійська, французька, хінді, болгарська, італійська, іспанська, грузинська).
Грає на фортепіано, хомусі, бубні та на інших якутських національних інструментах.
У святковому розіграші «Поля чудес» 2010 року Саина виграла супергру і головний приз.
У жовтні 2015 року співачка взяла участь у культурній програмі Всесвітніх спортивних ігор корінних народів світу, Бразилія, місто Палмас.

## Хронологія
- 1997 — Лауреат Республіканського конкурсу молодих виконавців «Якутськ-97» (м. Якутськ);
- 1997 — Лауреат Республіканської премії «Золотий олень» в номінації «Найкраща співачка року» (м. Якутськ);
- 1999 — Фіналістка Всеросійського конкурсу молодих виконавців «Голоси-99» (м. Сочі);
- 2003 — Лауреат міжнародного фестивалю «Зірки Білого місяця» (м. Улан-Уде, Бурятія);
- 2004 — Лауреат міжнародного фестивалю «Хох монгол» (м. Улан-Батор, Монголія);
- 2006 — Лауреат Республіканського конкурсу популярної музики «Этигэн хомус» в номінації «Співачка року» (м. Якутськ).
- 2009 — Лауреат всеросійського фестивалю «Вітер надії»[3]
- 2011 — перша премія по вокалу на Міжнародній «Фестивальній рив'єрі»[4][5][6]

## Дискографія
| Альбом             | Рік  |
| ------------------ | ---- |
| Здрастуй, Якутськ! | 1998 |
| Північне сяйво     | 2002 |
| Саина              | 2005 |
| Любов як сон       | 2008 |

## Кліпи
| Назва                                | Рік  |
| ------------------------------------ | ---- |
| Тапталы харыстааҥ (Бережіть кохання) | 1996 |
| Здрастуй, Якутськ!                   | 2002 |